# Rashid al-Din Hamadani

Tượng Rashid al-Din Hamadani ở Iran.

Rashid al-Din Ṭabīb (tiếng Ba Tư: رشیدالدین طبیب), còn được gọi là Rashīd al-Dīn Faḍlullāh Hamadānī (رشیدالدین فضل‌الله همدانی), (1247–1318) là một chính khách, nhà sử học và bác sĩ ở Ilkhanate thuộc Iran. Ông sinh ra trong một gia đình Do Thái gốc Ba Tư từ Hamadan.
Sau khi cải sang đạo Hồi ở tuổi 30, Rashid al-Din trở thành vizier mạnh mẽ của Ilkhan, Ghazan. Sau đó, ông được Ghazan giao nhiệm vụ viết Jāmiʿ al-Tawārīkh, hiện được coi là nguồn tài liệu duy nhất quan trọng nhất cho lịch sử của thời kỳ Ilkhanate và Đế chế Mông Cổ. Ông giữ vị trí vizier cho đến năm 1316.
Sau khi bị buộc tội đầu độc vua Ilkhanid Öljaitü, ông bị xử tử vào năm 1318.
Nhà sử học Morris Rossabi gọi Rashid al-Din là "nhân vật nổi tiếng nhất ở Ba Tư trong thời kỳ cai trị của Mông Cổ". Ông là một tác giả viết nhiều và đã thành lập nền tảng học thuật Rab'-e Rashidi ở Tabriz.